# EHF-Pokal der Frauen 2014/15
Am EHF-Pokal 2014/15 nahmen 41 Handball-Vereinsmannschaften teil, die sich in der vorangegangenen Saison in ihren Heimatländern für den Wettbewerb qualifiziert hatten. Die 40. Austragung des EHF-Pokals gewann der dänische Verein Team Tvis Holstebro.

## Runde 2
Es nahmen 18 Mannschaften teil.
Die Auslosung der 3. Runde fand am 22. Juli 2014 in Wien statt.
Die Hinspiele fanden am 17.–19. Oktober 2014 statt. Die Rückspiele fanden am 25.–26. Oktober 2014 statt.

### Qualifizierte Teams
| - Tecton WAT Atzgersdorf - Fémina Visé - HK Homel - DHK Baník Most - Kyndil Tórshavn - Olympia HC-London - Anagennisi Artas - O.F.N. Ionias - ÍB Vestmannaeyja | - Bnei Hertzeliya - Jomi Salerno - KHF Kastrioti - HB Dudelange - LC Brühl Handball - SPONO Nottwil - IUVENTA Michalovce - Ankara Yenimahalle BSK - HK Karpaty |

### Ausgeloste Spiele und Ergebnisse
| Mannschaft 1                             | Mannschaft 2                                                         | Hinspiel             | Rückspiel            | Gesamt  |
| ---------------------------------------- | -------------------------------------------------------------------- | -------------------- | -------------------- | ------- |
| Tecton WAT Atzgersdorf Altina Berisha 17 | O.F.N. Ionias Lamprini Tsakalou 16                                   | 18.10.2014 18:00 Uhr | 25.10.2014 18:00 Uhr | 49 : 72 |
| Tecton WAT Atzgersdorf Altina Berisha 17 | O.F.N. Ionias Lamprini Tsakalou 16                                   | 22 : 34 (11 : 15)    | 27 : 38 (14 : 21)    | 49 : 72 |
| Tecton WAT Atzgersdorf Altina Berisha 17 | O.F.N. Ionias Lamprini Tsakalou 16                                   | 550 Zuschauer        | 250 Zuschauer        | 49 : 72 |
| IUVENTA Michalovce Tetjana Trehubowa 14  | KHF Kastrioti Kaltrina Beka 14                                       | 18.10.2014 17:30 Uhr | 19.10.2014 15:00 Uhr | 75 : 34 |
| IUVENTA Michalovce Tetjana Trehubowa 14  | KHF Kastrioti Kaltrina Beka 14                                       | 44 : 14 (21 : 09)    | 31 : 20 (17 : 10)    | 75 : 34 |
| IUVENTA Michalovce Tetjana Trehubowa 14  | KHF Kastrioti Kaltrina Beka 14                                       | 1000 Zuschauer       | 250 Zuschauer        | 75 : 34 |
| Kyndil Tórshavn Anna Brimnes 14          | Fémina Visé Kristien Leonaers, Sara Marteleur, Annelies Penders je 7 | 18.10.2014 17:00 Uhr | 19.10.2014 17:00 Uhr | 36 : 42 |
| Kyndil Tórshavn Anna Brimnes 14          | Fémina Visé Kristien Leonaers, Sara Marteleur, Annelies Penders je 7 | 15 : 22 (08 : 13)    | 21 : 20 (08 : 11)    | 36 : 42 |
| Kyndil Tórshavn Anna Brimnes 14          | Fémina Visé Kristien Leonaers, Sara Marteleur, Annelies Penders je 7 | 250 Zuschauer        | 300 Zuschauer        | 36 : 42 |
| Ankara Yenimahalle BSK Yeliz Özel 18     | HK Homel Julija Andrijtschuk 13                                      | 19.10.2014 17:00 Uhr | 25.10.2014 17:00 Uhr | 57 : 47 |
| Ankara Yenimahalle BSK Yeliz Özel 18     | HK Homel Julija Andrijtschuk 13                                      | 33 : 22 (20 : 13)    | 24 : 25 (09 : 11)    | 57 : 47 |
| Ankara Yenimahalle BSK Yeliz Özel 18     | HK Homel Julija Andrijtschuk 13                                      | 1.100 Zuschauer      | 800 Zuschauer        | 57 : 47 |
| Olympia HC-London Linda Bourkab 7        | HK Karpaty Daryna Kot 12                                             | 18.10.2014 17:00 Uhr | 19.10.2014 17:00 Uhr | 16 : 77 |
| Olympia HC-London Linda Bourkab 7        | HK Karpaty Daryna Kot 12                                             | 10 : 39 (07 : 21)    | 06 : 38 (01 : 19)    | 16 : 77 |
| Olympia HC-London Linda Bourkab 7        | HK Karpaty Daryna Kot 12                                             | 700 Zuschauer        | 300 Zuschauer        | 16 : 77 |
| HB Dudelange Kim Wirtz 7                 | Anagennisi Artas Sofia Dimitriou 8                                   | 25.10.2014 20:30 Uhr | 26.10.2014 18:00 Uhr | 37 : 33 |
| HB Dudelange Kim Wirtz 7                 | Anagennisi Artas Sofia Dimitriou 8                                   | 15 : 18 (07 : 09)    | 22 : 15 (08 : 06)    | 37 : 33 |
| HB Dudelange Kim Wirtz 7                 | Anagennisi Artas Sofia Dimitriou 8                                   | 200 Zuschauer        | 300 Zuschauer        | 37 : 33 |
| LC Brühl Handball Azra Mustafoska 12     | DHK Baník Most Simona Szarková 13                                    | 18.10.2014 17:30 Uhr | 25.10.2014 18:00 Uhr | 46 : 52 |
| LC Brühl Handball Azra Mustafoska 12     | DHK Baník Most Simona Szarková 13                                    | 21 : 27 (09 : 15)    | 25 : 25 (11 : 12)    | 46 : 52 |
| LC Brühl Handball Azra Mustafoska 12     | DHK Baník Most Simona Szarková 13                                    | 450 Zuschauer        | 750 Zuschauer        | 46 : 52 |
| SPONO Nottwil Rahel Furrer 14            | Bnei Hertzeliya Nathalie Lucie Bertaut 15                            | 25.10.2014 18:00 Uhr | 26.10.2014 18:00 Uhr | 74 : 39 |
| SPONO Nottwil Rahel Furrer 14            | Bnei Hertzeliya Nathalie Lucie Bertaut 15                            | 34 : 20 (15 : 11)    | 40 : 19 (20 : 06)    | 74 : 39 |
| SPONO Nottwil Rahel Furrer 14            | Bnei Hertzeliya Nathalie Lucie Bertaut 15                            | 350 Zuschauer        | 400 Zuschauer        | 74 : 39 |
| Jomi Salerno Elena Laura Avram 13        | ÍB Vestmannaeyja Jóna Sigríður Halldórsdóttir 15                     | 17.10.2014 18:30 Uhr | 18.10.2014 18:30 Uhr | 61 : 49 |
| Jomi Salerno Elena Laura Avram 13        | ÍB Vestmannaeyja Jóna Sigríður Halldórsdóttir 15                     | 27 : 24 (14 : 14)    | 34 : 25 (18 : 11)    | 61 : 49 |
| Jomi Salerno Elena Laura Avram 13        | ÍB Vestmannaeyja Jóna Sigríður Halldórsdóttir 15                     | 320 Zuschauer        | 500 Zuschauer        | 61 : 49 |

## Runde 3
Es nehmen die 9 Sieger der 2. Runde und 23 Mannschaften, die sich vorher für den Wettbewerb qualifiziert hatten, teil.
Die Auslosung der 3. Runde fand am 22. Juli 2014 in Wien statt.
Die Hinspiele fanden am 15.–16. November 2014 statt. Die Rückspiele fanden am 22.–23. November 2014 statt.

### Qualifizierte Teams
| - O.F.N. Ionias - IUVENTA Michalovce - Fémina Visé - DHK Baník Most - Ankara Yenimahalle BSK - HK Karpaty - Team Esbjerg - Team Tvis Holstebro - BM Bera Bera - Rocasa Ace Gran Canaria - Issy Paris Hand - Buxtehuder SV - TSV Bayer 04 Leverkusen - Dunaújvárosi Kohász Kézilabda Akadémia - Érdi VSE - ŽRK Vardar | - Succes Schoonmaak / VOC Amsterdam - HB Dudelange - SPONO Nottwil - Jomi Salerno - Stabæk Håndball - KGHM Metraco Zagłębie Lubin - Alavarium / Love Tiles - ASC Corona 2010 Brașov - HC Dunărea Brăila - GK Astrachanotschka - Lada Toljatti - GK Rostow am Don - RK GEN-I Zagorje - H 65 Höör - LUGI HF - Muratpaşa Belediyesi SK |

### Ausgeloste Spiele und Ergebnisse
| Mannschaft 1                                                                 | Mannschaft 2                                            | Hinspiel             | Rückspiel            | Gesamt  |
| ---------------------------------------------------------------------------- | ------------------------------------------------------- | -------------------- | -------------------- | ------- |
| Érdi VSE Kinga Klivinyi, Anna Kovács je 10                                   | SPONO Nottwil Rahel Furrer 10                           | 15.11.2014 15:30 Uhr | 16.11.2014 15:30 Uhr | 65 : 39 |
| Érdi VSE Kinga Klivinyi, Anna Kovács je 10                                   | SPONO Nottwil Rahel Furrer 10                           | 33 : 18 (17 : 09)    | 32 : 21 (18 : 08)    | 65 : 39 |
| Érdi VSE Kinga Klivinyi, Anna Kovács je 10                                   | SPONO Nottwil Rahel Furrer 10                           | 1.200 Zuschauer      | 550 Zuschauer        | 65 : 39 |
| H 65 Höör Jennie Linnéll 12                                                  | HK Karpaty Daryna Kot 20                                | 15.11.2014 15:00 Uhr | 22.11.2014 18:00 Uhr | 58 : 55 |
| H 65 Höör Jennie Linnéll 12                                                  | HK Karpaty Daryna Kot 20                                | 30 : 21 (15 : 13)    | 28 : 34 (14 : 18)    | 58 : 55 |
| H 65 Höör Jennie Linnéll 12                                                  | HK Karpaty Daryna Kot 20                                | 382 Zuschauer        | 600 Zuschauer        | 58 : 55 |
| BM Bera Bera Elisabeth Pinedo 13                                             | Jomi Salerno Oxana Pavlyk 11                            | 21.11.2014 20:00 Uhr | 23.11.2014 18:00 Uhr | 57 : 39 |
| BM Bera Bera Elisabeth Pinedo 13                                             | Jomi Salerno Oxana Pavlyk 11                            | 29 : 19 (14 : 07)    | 28 : 20 (15 : 07)    | 57 : 39 |
| BM Bera Bera Elisabeth Pinedo 13                                             | Jomi Salerno Oxana Pavlyk 11                            | 300 Zuschauer        | 350 Zuschauer        | 57 : 39 |
| Team Tvis Holstebro Kristina Kristiansen 20                                  | HB Dudelange Joy Wirtz 9                                | 15.11.2014 20:00 Uhr | 16.11.2014 17:30 Uhr | 95 : 37 |
| Team Tvis Holstebro Kristina Kristiansen 20                                  | HB Dudelange Joy Wirtz 9                                | 45 : 18 (20 : 08)    | 50 : 19 (28 : 08)    | 95 : 37 |
| Team Tvis Holstebro Kristina Kristiansen 20                                  | HB Dudelange Joy Wirtz 9                                | 250 Zuschauer        | 300 Zuschauer        | 95 : 37 |
| Buxtehuder SV Emily Bölk 15                                                  | Succes Schoonmaak / VOC Amsterdam Charris Rozemalen 15  | 15.11.2014 16:00 Uhr | 22.11.2014 19:30 Uhr | 64 : 49 |
| Buxtehuder SV Emily Bölk 15                                                  | Succes Schoonmaak / VOC Amsterdam Charris Rozemalen 15  | 32 : 25 (15 : 14)    | 32 : 24 (15 : 14)    | 64 : 49 |
| Buxtehuder SV Emily Bölk 15                                                  | Succes Schoonmaak / VOC Amsterdam Charris Rozemalen 15  | 1.600 Zuschauer      | 700 Zuschauer        | 64 : 49 |
| TSV Bayer 04 Leverkusen Kim Naidzinavicius 16                                | KGHM Metraco Zagłębie Lubin Joanna Obrusiewicz 17       | 16.11.2014 16:00 Uhr | 23.11.2014 18:00 Uhr | 58 : 52 |
| TSV Bayer 04 Leverkusen Kim Naidzinavicius 16                                | KGHM Metraco Zagłębie Lubin Joanna Obrusiewicz 17       | 30 : 23 (13 : 08)    | 28 : 29 (13 : 16)    | 58 : 52 |
| TSV Bayer 04 Leverkusen Kim Naidzinavicius 16                                | KGHM Metraco Zagłębie Lubin Joanna Obrusiewicz 17       | 650 Zuschauer        | 2.000 Zuschauer      | 58 : 52 |
| Dunaújvárosi Kohász Kézilabda Akadémia Krisztina Triscsuk, Anita Bulath je 8 | ŽRK Vardar Teodora Keramicieva 15                       | 15.11.2014 18:00 Uhr | 23.11.2014 17:00 Uhr | 58 : 35 |
| Dunaújvárosi Kohász Kézilabda Akadémia Krisztina Triscsuk, Anita Bulath je 8 | ŽRK Vardar Teodora Keramicieva 15                       | 28 : 20 (13 : 09)    | 30 : 15 (13 : 06)    | 58 : 35 |
| Dunaújvárosi Kohász Kézilabda Akadémia Krisztina Triscsuk, Anita Bulath je 8 | ŽRK Vardar Teodora Keramicieva 15                       | 600 Zuschauer        | 500 Zuschauer        | 58 : 35 |
| IUVENTA Michalovce Tetjana Trehubowa 14                                      | ASC Corona 2010 Brașov Aurelia Brădeanu 13              | 15.11.2014 17:30 Uhr | 23.11.2014 18:00 Uhr | 55 : 65 |
| IUVENTA Michalovce Tetjana Trehubowa 14                                      | ASC Corona 2010 Brașov Aurelia Brădeanu 13              | 28 : 31 (16 : 18)    | 27 : 34 (12 : 18)    | 55 : 65 |
| IUVENTA Michalovce Tetjana Trehubowa 14                                      | ASC Corona 2010 Brașov Aurelia Brădeanu 13              | 1.800 Zuschauer      | 1.000 Zuschauer      | 55 : 65 |
| O.F.N. Ionias Lamprini Tsakalou 17                                           | GK Astrachanotschka Karyna Yezhykava 20                 | 15.11.2014 19:00 Uhr | 22.11.2014 18:00 Uhr | 50 : 71 |
| O.F.N. Ionias Lamprini Tsakalou 17                                           | GK Astrachanotschka Karyna Yezhykava 20                 | 28 : 27 (15 : 12)    | 22 : 44 (08 : 22)    | 50 : 71 |
| O.F.N. Ionias Lamprini Tsakalou 17                                           | GK Astrachanotschka Karyna Yezhykava 20                 | 250 Zuschauer        | 1.750 Zuschauer      | 50 : 71 |
| RK GEN-I Zagorje Ivana Ljubas 16                                             | Team Esbjerg Susanne Forslund 11                        | 15.11.2014 19:00 Uhr | 23.11.2014 13:00 Uhr | 48 : 68 |
| RK GEN-I Zagorje Ivana Ljubas 16                                             | Team Esbjerg Susanne Forslund 11                        | 22 : 33 (07 : 19)    | 26 : 35 (11 : 21)    | 48 : 68 |
| RK GEN-I Zagorje Ivana Ljubas 16                                             | Team Esbjerg Susanne Forslund 11                        | 350 Zuschauer        | 850 Zuschauer        | 48 : 68 |
| LUGI HF Emelie Westberg, Amanda Åkerman je 9                                 | Rocasa Ace Gran Canaria María Luján Suárez 15           | 16.11.2014 17:00 Uhr | 23.11.2014 13:00 Uhr | 47 : 53 |
| LUGI HF Emelie Westberg, Amanda Åkerman je 9                                 | Rocasa Ace Gran Canaria María Luján Suárez 15           | 24 : 28 (10 : 13)    | 23 : 25 (09 : 08)    | 47 : 53 |
| LUGI HF Emelie Westberg, Amanda Åkerman je 9                                 | Rocasa Ace Gran Canaria María Luján Suárez 15           | 455 Zuschauer        | 600 Zuschauer        | 47 : 53 |
| Fémina Visé Kristien Leonaers, Annelies Penders je 7                         | Muratpaşa Belediyesi SK Diqdem Hosgör, Olha Laiuk je 11 | 22.11.2014 18:00 Uhr | 23.11.2014 14:00 Uhr | 41 : 62 |
| Fémina Visé Kristien Leonaers, Annelies Penders je 7                         | Muratpaşa Belediyesi SK Diqdem Hosgör, Olha Laiuk je 11 | 20 : 37 (08 : 19)    | 21 : 25 (09 : 14)    | 41 : 62 |
| Fémina Visé Kristien Leonaers, Annelies Penders je 7                         | Muratpaşa Belediyesi SK Diqdem Hosgör, Olha Laiuk je 11 | 700 Zuschauer        | 500 Zuschauer        | 41 : 62 |
| Issy Paris Hand Stine Bredal Oftedal 13                                      | Ankara Yenimahalle BSK Yeliz Özel 11                    | 15.11.2014 20:30 Uhr | 23.11.2014 15:00 Uhr | 48 : 46 |
| Issy Paris Hand Stine Bredal Oftedal 13                                      | Ankara Yenimahalle BSK Yeliz Özel 11                    | 26 : 23 (12 : 13)    | 22 : 23 (15 : 11)    | 48 : 46 |
| Issy Paris Hand Stine Bredal Oftedal 13                                      | Ankara Yenimahalle BSK Yeliz Özel 11                    | 1.500 Zuschauer      | 1.150 Zuschauer      | 48 : 46 |
| GK Rostow am Don Anna Punko, Julija Manaharowa je 10                         | DHK Baník Most Simona Szarková 11                       | 15.11.2014 17:00 Uhr | 22.11.2014 18:00 Uhr | 48 : 41 |
| GK Rostow am Don Anna Punko, Julija Manaharowa je 10                         | DHK Baník Most Simona Szarková 11                       | 26 : 21 (14 : 10)    | 22 : 20 (09 : 08)    | 48 : 41 |
| GK Rostow am Don Anna Punko, Julija Manaharowa je 10                         | DHK Baník Most Simona Szarková 11                       | 2.500 Zuschauer      | 1.250 Zuschauer      | 48 : 41 |
| Alavarium / Love Tiles Mariana Lopes 14                                      | HC Dunărea Brăila Alina Czeczi 14                       | 22.11.2014 11:00 Uhr | 23.11.2014 11:00 Uhr | 43 : 74 |
| Alavarium / Love Tiles Mariana Lopes 14                                      | HC Dunărea Brăila Alina Czeczi 14                       | 21 : 40 (13 : 20)    | 22 : 34 (10 : 21)    | 43 : 74 |
| Alavarium / Love Tiles Mariana Lopes 14                                      | HC Dunărea Brăila Alina Czeczi 14                       | 750 Zuschauer        | 450 Zuschauer        | 43 : 74 |
| Lada Toljatti Irina Blisnowa 10                                              | Stabæk Håndball Line Bjørnsen, Kristiane Stormoen je 12 | 15.11.2014 16:00 Uhr | 16.11.2014 14:00 Uhr | 69 : 52 |
| Lada Toljatti Irina Blisnowa 10                                              | Stabæk Håndball Line Bjørnsen, Kristiane Stormoen je 12 | 37 : 29 (21 : 10)    | 32 : 23 (17 : 09)    | 69 : 52 |
| Lada Toljatti Irina Blisnowa 10                                              | Stabæk Håndball Line Bjørnsen, Kristiane Stormoen je 12 | 2.600 Zuschauer      | 2.500 Zuschauer      | 69 : 52 |

## Achtelfinale
Im Achtelfinale nehmen die Gewinner der 3. Runde teil.

Die Auslosung des Achtelfinale fand am 25. November 2014 in Wien statt.

Die Hinspiele fanden am 7. bis 8. Februar 2015 statt. Die Rückspiele fanden am 14. bis 15. Februar 2015 statt.

### Qualifizierte Teams
| - Team Esbjerg - Team Tvis Holstebro - Buxtehuder SV - TSV Bayer 04 Leverkusen - Issy Paris Hand - HC Dunărea Brăila - ASC Corona 2010 Brașov - GK Astrachanotschka | - GK Rostow am Don - Lada Toljatti - BM Bera Bera - Rocasa Ace Gran Canaria - H 65 Höör - Muratpaşa Belediyesi SK - Dunaújvárosi Kohász Kézilabda Akadémia - Érdi VSE |

### Ausgeloste Spiele und Ergebnisse
| Mannschaft 1                                                 | Mannschaft 2                                           | Hinspiel             | Rückspiel            | Gesamt  |
| ------------------------------------------------------------ | ------------------------------------------------------ | -------------------- | -------------------- | ------- |
| TSV Bayer 04 Leverkusen Kim Naidzinavicius 21                | Buxtehuder SV Jessica Oldenburg 18                     | 08.02.2015 16:00 Uhr | 14.02.2015 16:00 Uhr | 60 : 63 |
| TSV Bayer 04 Leverkusen Kim Naidzinavicius 21                | Buxtehuder SV Jessica Oldenburg 18                     | 31 : 29 (15 : 15)    | 29 : 34 (16 : 16)    | 60 : 63 |
| TSV Bayer 04 Leverkusen Kim Naidzinavicius 21                | Buxtehuder SV Jessica Oldenburg 18                     | 700 Zuschauer        | 1.550 Zuschauer      | 60 : 63 |
| H 65 Höör Jasmina Đapanović 13                               | Team Esbjerg Estavana Polman 11                        | 07.02.2015 14:00 Uhr | 15.02.2015 13:00 Uhr | 53 : 66 |
| H 65 Höör Jasmina Đapanović 13                               | Team Esbjerg Estavana Polman 11                        | 25 : 33 (12 : 14)    | 28 : 33 (14 : 18)    | 53 : 66 |
| H 65 Höör Jasmina Đapanović 13                               | Team Esbjerg Estavana Polman 11                        | 643 Zuschauer        | 912 Zuschauer        | 53 : 66 |
| GK Rostow am Don Jekaterina Iljina 12                        | Dunaújvárosi Kohász Kézilabda Akadémia Anita Bulath 10 | 08.02.2015 17:00 Uhr | 15.02.2015 18:00 Uhr | 57 : 47 |
| GK Rostow am Don Jekaterina Iljina 12                        | Dunaújvárosi Kohász Kézilabda Akadémia Anita Bulath 10 | 28 : 19 (14 : 08)    | 29 : 28 (16 : 14)    | 57 : 47 |
| GK Rostow am Don Jekaterina Iljina 12                        | Dunaújvárosi Kohász Kézilabda Akadémia Anita Bulath 10 | 3.000 Zuschauer      | 800 Zuschauer        | 57 : 47 |
| Érdi VSE Kinga Klivinyi 14                                   | Rocasa Ace Gran Canaria María Luján Suárez 11          | 14.02.2015 16:00 Uhr | 15.02.2015 15:00 Uhr | 61 : 45 |
| Érdi VSE Kinga Klivinyi 14                                   | Rocasa Ace Gran Canaria María Luján Suárez 11          | 30 : 22 (14 : 13)    | 31 : 23 (19 : 12)    | 61 : 45 |
| Érdi VSE Kinga Klivinyi 14                                   | Rocasa Ace Gran Canaria María Luján Suárez 11          | 1.500 Zuschauer      | 1.200 Zuschauer      | 61 : 45 |
| GK Astrachanotschka Karyna Yezhykava 17                      | ASC Corona 2010 Brașov Florina Cristina Zamfir 16      | 07.02.2015 18:00 Uhr | 15.02.2015 18:00 Uhr | 58 : 51 |
| GK Astrachanotschka Karyna Yezhykava 17                      | ASC Corona 2010 Brașov Florina Cristina Zamfir 16      | 36 : 25 (18 : 15)    | 22 : 26 (17 : 12)    | 58 : 51 |
| GK Astrachanotschka Karyna Yezhykava 17                      | ASC Corona 2010 Brașov Florina Cristina Zamfir 16      | 3.500 Zuschauer      | 1.300 Zuschauer      | 58 : 51 |
| Team Tvis Holstebro Jamina Roberts, Ann Grete Nørgaard je 15 | Lada Toljatti Polina Gorschkowa 15                     | 07.02.2015 16:00 Uhr | 08.02.2015 16:00 Uhr | 64 : 59 |
| Team Tvis Holstebro Jamina Roberts, Ann Grete Nørgaard je 15 | Lada Toljatti Polina Gorschkowa 15                     | 32 : 29 (16 : 13)    | 32 : 30 (15 : 15)    | 64 : 59 |
| Team Tvis Holstebro Jamina Roberts, Ann Grete Nørgaard je 15 | Lada Toljatti Polina Gorschkowa 15                     | 2.700 Zuschauer      | 2.700 Zuschauer      | 64 : 59 |
| BM Bera Bera Matxalen Ziarsolo Areitioaurtena 14             | Muratpaşa Belediyesi SK Olha Laiuk 15                  | 08.02.2015 12:15 Uhr | 14.02.2015 14:00 Uhr | 57 : 59 |
| BM Bera Bera Matxalen Ziarsolo Areitioaurtena 14             | Muratpaşa Belediyesi SK Olha Laiuk 15                  | 30 : 30 (15 : 15)    | 27 : 29 (12 : 12)    | 57 : 59 |
| BM Bera Bera Matxalen Ziarsolo Areitioaurtena 14             | Muratpaşa Belediyesi SK Olha Laiuk 15                  | 700 Zuschauer        | 1.200 Zuschauer      | 57 : 59 |
| Issy Paris Hand Stine Bredal Oftedal 15                      | HC Dunărea Brăila Ada Emilia Moldovan 16               | 14.02.2015 19:00 Uhr | 15.02.2015 17:00 Uhr | 54 : 51 |
| Issy Paris Hand Stine Bredal Oftedal 15                      | HC Dunărea Brăila Ada Emilia Moldovan 16               | 30 : 26 (16 : 11)    | 24 : 25 (13 : 10)    | 54 : 51 |
| Issy Paris Hand Stine Bredal Oftedal 15                      | HC Dunărea Brăila Ada Emilia Moldovan 16               | 650 Zuschauer        | 750 Zuschauer        | 54 : 51 |

## Viertelfinale
Im Viertelfinale nehmen die Gewinner der Achtelfinalpartien teil. Die Auslosung fand am 17. Februar 2015 in Wien statt.

### Qualifizierte Teams
| - Team Esbjerg - Team Tvis Holstebro - Issy Paris Hand - Buxtehuder SV - Érdi VSE - GK Astrachanotschka - GK Rostow am Don - Muratpaşa Belediyesi SK |

### Ausgeloste Spiele und Ergebnisse
| Mannschaft 1                              | Mannschaft 2                             | Hinspiel             | Rückspiel            | Gesamt  |
| ----------------------------------------- | ---------------------------------------- | -------------------- | -------------------- | ------- |
| Érdi VSE Anna Kovács 13                   | Team Esbjerg Ida Bjørndalen 7            | 08.03.2015 16:00 Uhr | 15.03.2015 19:30 Uhr | 57 : 48 |
| Érdi VSE Anna Kovács 13                   | Team Esbjerg Ida Bjørndalen 7            | 28 : 20 (14 : 13)    | 29 : 28 (12 : 12)    | 57 : 48 |
| Érdi VSE Anna Kovács 13                   | Team Esbjerg Ida Bjørndalen 7            | 1.500 Zuschauer      | 850 Zuschauer        | 57 : 48 |
| Buxtehuder SV Ulrika Ågren 9              | Muratpaşa Belediyesi SK Diqdem Hosgör 14 | 08.03.2015 15:00 Uhr | 14.03.2015 15:00 Uhr | 49 : 53 |
| Buxtehuder SV Ulrika Ågren 9              | Muratpaşa Belediyesi SK Diqdem Hosgör 14 | 31 : 25 (13 : 14)    | 18 : 28 (06 : 16)    | 49 : 53 |
| Buxtehuder SV Ulrika Ågren 9              | Muratpaşa Belediyesi SK Diqdem Hosgör 14 | 1.200 Zuschauer      | 800 Zuschauer        | 49 : 53 |
| Team Tvis Holstebro Ann Grete Nørgaard 16 | Issy Paris Hand Stine Bredal Oftedal 14  | 08.03.2015 20:00 Uhr | 13.03.2015 20:00 Uhr | 60 : 59 |
| Team Tvis Holstebro Ann Grete Nørgaard 16 | Issy Paris Hand Stine Bredal Oftedal 14  | 40 : 27 (19 : 15)    | 20 : 32 (10 : 17)    | 60 : 59 |
| Team Tvis Holstebro Ann Grete Nørgaard 16 | Issy Paris Hand Stine Bredal Oftedal 14  | 917 Zuschauer        | 1.700 Zuschauer      | 60 : 59 |
| GK Rostow am Don Jekaterina Iljina 14     | GK Astrachanotschka Karyna Yezhykava 13  | 07.03.2015 17:00 Uhr | 14.03.2015 17:00 Uhr | 64 : 35 |
| GK Rostow am Don Jekaterina Iljina 14     | GK Astrachanotschka Karyna Yezhykava 13  | 37 : 19 (23 : 09)    | 27 : 16 (18 : 09)    | 64 : 35 |
| GK Rostow am Don Jekaterina Iljina 14     | GK Astrachanotschka Karyna Yezhykava 13  | 2.800 Zuschauer      | 2.500 Zuschauer      | 64 : 35 |

## Halbfinale
Im Halbfinale nehmen die Gewinner des Viertelfinales teil. Die Auslosung des Viertelfinale fand am 17. Februar 2015 in Wien statt. Die Hinspiele finden am 4.–5. April 2015 statt. Die Rückspiele fanden am 11.–12. April 2015 statt.

### Ausgeloste Spiele und Ergebnisse
| Mannschaft 1                          | Mannschaft 2                                                | Hinspiel             | Rückspiel            | Gesamt  |
| ------------------------------------- | ----------------------------------------------------------- | -------------------- | -------------------- | ------- |
| Muratpaşa Belediyesi SK Olha Laiuk 10 | Team Tvis Holstebro Nathalie Hagman 15                      | 04.04.2015 14:00 Uhr | 12.04.2015 13:00 Uhr | 49 : 67 |
| Muratpaşa Belediyesi SK Olha Laiuk 10 | Team Tvis Holstebro Nathalie Hagman 15                      | 25 : 38 (14 : 18)    | 24 : 29 (11 : 11)    | 49 : 67 |
| Muratpaşa Belediyesi SK Olha Laiuk 10 | Team Tvis Holstebro Nathalie Hagman 15                      | 2.000 Zuschauer      | 1.077 Zuschauer      | 49 : 67 |
| Érdi VSE Kinga Klivinyi 13            | GK Rostow am Don Julija Manaharowa, Jekaterina Iljina je 13 | 05.04.2015 16:30 Uhr | 11.04.2015 17:00 Uhr | 52 : 60 |
| Érdi VSE Kinga Klivinyi 13            | GK Rostow am Don Julija Manaharowa, Jekaterina Iljina je 13 | 24 : 28 (13 : 15)    | 28 : 32 (15 : 13)    | 52 : 60 |
| Érdi VSE Kinga Klivinyi 13            | GK Rostow am Don Julija Manaharowa, Jekaterina Iljina je 13 | 2.200 Zuschauer      | 2.500 Zuschauer      | 52 : 60 |

## Finale
Es nahmen die zwei Sieger aus dem Halbfinale teil. Das Hinspiel fand am 3. Mai 2015 statt. Das Rückspiel fand am 9. Mai 2015 statt.

### Ausgeloste Spiele und Ergebnisse
| Mannschaft 1        | Mannschaft 2     | Hinspiel           | Rückspiel          | Gesamt  |
| ------------------- | ---------------- | ------------------ | ------------------ | ------- |
| Team Tvis Holstebro | GK Rostow am Don | 03.05.15 16:50 Uhr | 09.05.15 13:00 Uhr | 55 : 53 |
| Team Tvis Holstebro | GK Rostow am Don | 33 : 20 (12 : 12)  | 22 : 33 (11 : 17)  | 55 : 53 |

### Hinspiel
Team Tvis Holstebro – GK Rostow am Don  33 : 20 (12 : 12)
3. Mai 2015 in Holstebro, Gråkjær Arena, 1.389 Zuschauer.
Team Tvis Holstebro: Solberg, Vium – Hagman (15), Nørgaard (5), Roberts  (5), Kristiansen (3), Møller    (3), Andersen (1), Blohm   (1), Dragojevic, Hald, Hansen, Mikkelsen, Nielsen, Nolsøe, Sonne
GK Rostow am Don: Gabissowa, Barjaktarović – Iljina (6), Bobrownikowa (5), Schimkute    (5), Petrowa (2), Borschtschenko (1), Manaharowa  (1), Artamonowa, Awdekowa  , Bulatović, Perederyj, Punko, Sliwinskaja  , Stepanowa, Switanko
Schiedsrichter:  Saša Pandžić und Boris Šatordžija
Quelle: Spielbericht

### Rückspiel
GK Rostow am Don – Team Tvis Holstebro  33 : 22 (17 : 11)
9. Mai 2015 in Rostow am Don, Dworez Sporta, 3.000 Zuschauer.
GK Rostow am Don: Gabissowa, Barjaktarović – Manaharowa   (9), Schimkute (7), Iljina (5), Petrowa   (3), Bobrownikowa  (2), Borschtschenko (2), Bulatović (2), Sliwinskaja (2), Awdekowa (1), Artamonowa, Perederyj, Punko, Stepanowa, Switanko
Team Tvis Holstebro: Solberg, Vium – Hagman (8), Roberts  (5), Kristiansen    (3), Møller (3), Nørgaard  (2), Andersen (1), Blohm  , Dragojevic, Hald, Nielsen, Nolsøe
Schiedsrichter:  Shlomo Cohen und Yoram Peretz
Quelle: Spielbericht

## Statistiken

### Torschützenliste
Die Torschützenliste zeigt die drei besten Torschützinnen des EHF-Pokals der Frauen 2014/15.
Zu sehen sind die Nation der Spielerin, der Name, die Position, der Verein, die gespielten Spiele, die Tore und die Ø-Tore.
| Pl. | Nation   | Spieler              | Pos. | Verein              | Sp. | Tore | Ø    |
| --- | -------- | -------------------- | ---- | ------------------- | --- | ---- | ---- |
| 1.  | Schweden | Nathalie Hagman      | (RR) | Team Tvis Holstebro | 10  | 73   | 7,30 |
| 2.  | Russland | Jekaterina Iljina    | (RL) | GK Rostow am Don    | 10  | 56   | 5,60 |
| 3.  | Danemark | Kristina Kristiansen | (RM) | Team Tvis Holstebro | 10  | 54   | 5,40 |